# Liste des entraîneurs champions d'Angleterre de football

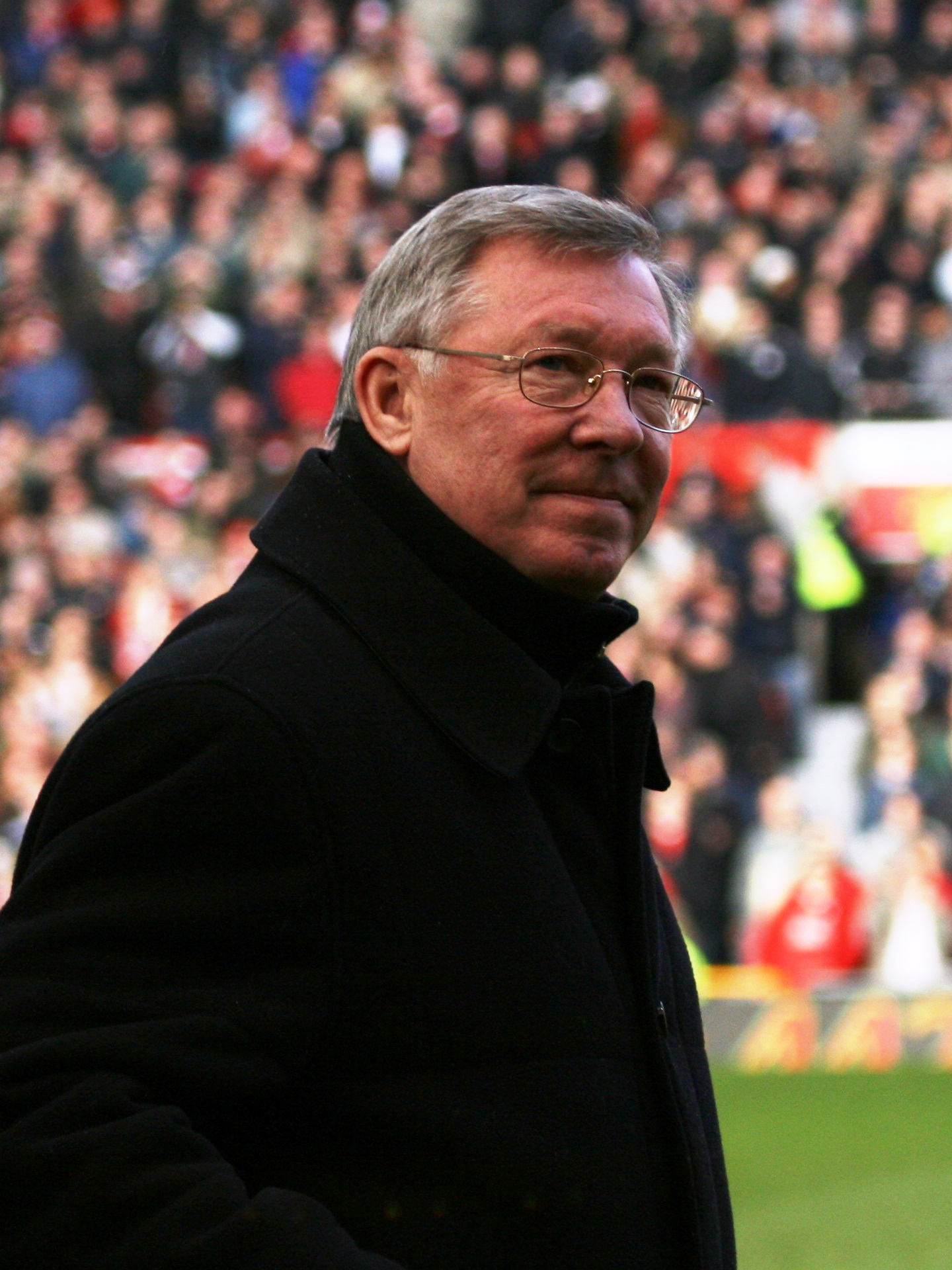
L'Écossais Alex Ferguson, est l'entraîneur qui a remporté le plus de championnat d'Angleterre, avec 13 titres de champion.

Ceci est une liste des entraîneurs champion d'Angleterre de football.
Alex Ferguson est la personne ayant été le plus de fois titré, 13 fois champions avec Manchester United, et tous pendant l'ère Premier League. Son premier titre a été gagné en 1993 et son dernier en 2013. Il est d'ailleurs le seul entraîneur à garder son titre deux années d'affilée, champion en 1999, 2000 et 2001.
George Ramsay avec Aston Villa et Bob Paisley avec Liverpool ont chacun été champions six fois.
Le Français Arsène Wenger a été le premier non-britannique à rafler la Premier League, en 1998. Il réussit à remporter 3 championnats, à égalité avec le Portugais José Mourinho.
Depuis l'ère Premier League, aucun Anglais n'a remporté la compétition. Le dernier étant Howard Wilkinson avec Leeds United en 1992.

## The Football League (1888-1892), First Division (1893-1992)
| Saison    |                         | Entraîneur Champion       | Club                    |
| --------- | ----------------------- | ------------------------- | ----------------------- |
| 1888-89   | Drapeau de l'Angleterre | William Sudell (en)       | Preston North End       |
| 1889-90   | Drapeau de l'Angleterre | William Sudell (en) (2)   | Preston North End       |
| 1890-91   | Drapeau de l'Angleterre | Dick Molyneux             | Everton                 |
| 1891-92   | Drapeau de l'Angleterre | Tom Watson                | Sunderland              |
| 1892-93   | Drapeau de l'Angleterre | Tom Watson (2)            | Sunderland              |
| 1893-94   | Drapeau de l'Écosse     | George Ramsay             | Aston Villa             |
| 1894-95   | Drapeau de l'Angleterre | Tom Watson (3)            | Sunderland              |
| 1895-96   | Drapeau de l'Écosse     | George Ramsay (2)         | Aston Villa             |
| 1896-97   | Drapeau de l'Écosse     | George Ramsay (3)         | Aston Villa             |
| 1897-98   | Drapeau de l'Angleterre | John Wostinholm (en)      | Sheffield United        |
| 1898-99   | Drapeau de l'Écosse     | George Ramsay (4)         | Aston Villa             |
| 1899-1900 | Drapeau de l'Écosse     | George Ramsay (5)         | Aston Villa             |
| 1900-01   | Drapeau de l'Angleterre | Tom Watson (4)            | Liverpool               |
| 1901-02   | Drapeau de l'Angleterre | Alex Mackie (en)          | Sunderland              |
| 1902-03   | Drapeau de l'Angleterre | Arthur Dickinson (en)     | The Wednesday           |
| 1903-04   | Drapeau de l'Angleterre | Arthur Dickinson (en) (2) | The Wednesday           |
| 1904-05   | Drapeau de l'Écosse     | Frank Watt (en)           | Newcastle United        |
| 1905-06   | Drapeau de l'Angleterre | Tom Watson (5)            | Liverpool               |
| 1906-07   | Drapeau de l'Écosse     | Frank Watt (en) (2)       | Newcastle United        |
| 1907-08   | Drapeau de l'Angleterre | Ernest Mangnall           | Manchester United       |
| 1908-09   | Drapeau de l'Écosse     | Frank Watt (en) (3)       | Newcastle United        |
| 1909-10   | Drapeau de l'Écosse     | George Ramsay (6)         | Aston Villa             |
| 1910-11   | Drapeau de l'Angleterre | Ernest Mangnall (2)       | Manchester United       |
| 1911-12   | Drapeau de l'Angleterre | Robert Middleton (en)     | Blackburn Rovers        |
| 1912-13   | Drapeau de l'Irlande    | Bob Kyle (en)             | Sunderland              |
| 1913-14   | Drapeau de l'Angleterre | Robert Middleton (en) (2) | Blackburn Rovers        |
| 1914-15   | Drapeau de l'Angleterre | Will Cuff                 | Everton                 |
| 1919-20   | Drapeau de l'Angleterre | Fred Everiss (en)         | West Bromwich Albion    |
| 1920-21   | Drapeau de l'Angleterre | John Haworth (en)         | Burnley                 |
| 1921-22   | Drapeau de l'Angleterre | David Ashworth            | Liverpool               |
| 1922-23   | Drapeau de l'Écosse     | Matt McQueen              | Liverpool               |
| 1923-24   | Drapeau de l'Angleterre | Herbert Chapman           | Huddersfield Town       |
| 1924-25   | Drapeau de l'Angleterre | Herbert Chapman (2)       | Huddersfield Town       |
| 1925-26   | Drapeau de l'Angleterre | Cecil Potter (en)         | Huddersfield Town       |
| 1926-27   | Drapeau de l'Écosse     | Frank Watt (en) (4)       | Newcastle United        |
| 1927-28   | Drapeau de l'Angleterre | Thomas H. McIntosh        | Everton                 |
| 1928-29   | Drapeau de l'Angleterre | Robert Brown (en)         | The Wednesday           |
| 1929-30   | Drapeau de l'Angleterre | Robert Brown (en) (2)     | Sheffield Wednesday     |
| 1930-31   | Drapeau de l'Angleterre | Herbert Chapman (3)       | Arsenal                 |
| 1931-32   | Drapeau de l'Angleterre | Thomas H. McIntosh (2)    | Everton                 |
| 1932-33   | Drapeau de l'Angleterre | Herbert Chapman (4)       | Arsenal                 |
| 1933-34   | Drapeau de l'Angleterre | Joe Shaw (en)             | Arsenal                 |
| 1934-35   | Drapeau de l'Angleterre | George Allison            | Arsenal                 |
| 1935-36   | Drapeau de l'Écosse     | Johnny Cochrane (en)      | Sunderland              |
| 1936-37   | Drapeau de l'Angleterre | Wilf Wild                 | Manchester City         |
| 1937-38   | Drapeau de l'Angleterre | George Allison (2)        | Arsenal                 |
| 1938-39   | Drapeau de l'Angleterre | Theo Kelly                | Everton                 |
| 1946-47   | Drapeau de l'Angleterre | George Kay                | Liverpool               |
| 1947-48   | Drapeau de l'Angleterre | Tom Whittaker             | Arsenal                 |
| 1948-49   | Drapeau de l'Angleterre | Bob Jackson (en)          | Portsmouth              |
| 1949-50   | Drapeau de l'Angleterre | Bob Jackson (en) (2)      | Portsmouth              |
| 1950-51   | Drapeau de l'Angleterre | Arthur Rowe               | Tottenham Hotspur       |
| 1951-52   | Drapeau de l'Écosse     | Matt Busby                | Manchester United       |
| 1952-53   | Drapeau de l'Angleterre | Tom Whittaker             | Arsenal                 |
| 1953-54   | Drapeau de l'Angleterre | Stan Cullis               | Wolverhampton Wanderers |
| 1954-55   | Drapeau de l'Angleterre | Ted Drake                 | Chelsea                 |
| 1955-56   | Drapeau de l'Écosse     | Matt Busby (2)            | Manchester United       |
| 1956-57   | Drapeau de l'Écosse     | Matt Busby (3)            | Manchester United       |
| 1957-58   | Drapeau de l'Angleterre | Stan Cullis (2)           | Wolverhampton Wanderers |
| 1958-59   | Drapeau de l'Angleterre | Stan Cullis (3)           | Wolverhampton Wanderers |
| 1959-60   | Drapeau de l'Angleterre | Harry Potts (en)          | Burnley                 |
| 1960-61   | Drapeau de l'Angleterre | Bill Nicholson            | Tottenham Hotspur       |
| 1961-62   | Drapeau de l'Angleterre | Alf Ramsey                | Ipswich Town            |
| 1962-63   | Drapeau de l'Angleterre | Harry Catterick           | Everton                 |
| 1963-64   | Drapeau de l'Écosse     | Bill Shankly              | Liverpool               |
| 1964-65   | Drapeau de l'Écosse     | Matt Busby (4)            | Manchester United       |
| 1965-66   | Drapeau de l'Écosse     | Bill Shankly (2)          | Liverpool               |
| 1966-67   | Drapeau de l'Écosse     | Matt Busby (5)            | Manchester United       |
| 1967-68   | Drapeau de l'Angleterre | Joe Mercer                | Manchester City         |
| 1968-69   | Drapeau de l'Angleterre | Don Revie                 | Leeds United            |
| 1969-70   | Drapeau de l'Angleterre | Harry Catterick           | Everton                 |
| 1970-71   | Drapeau de l'Angleterre | Bertie Mee                | Arsenal                 |
| 1971-72   | Drapeau de l'Angleterre | Brian Clough              | Derby County            |
| 1972-73   | Drapeau de l'Écosse     | Bill Shankly (3)          | Liverpool               |
| 1973-74   | Drapeau de l'Angleterre | Don Revie (2)             | Leeds United            |
| 1974-75   | Drapeau de l'Écosse     | Dave Mackay               | Derby County            |
| 1975-76   | Drapeau de l'Angleterre | Bob Paisley               | Liverpool               |
| 1976-77   | Drapeau de l'Angleterre | Bob Paisley (2)           | Liverpool               |
| 1977-78   | Drapeau de l'Angleterre | Brian Clough (2)          | Nottingham Forest       |
| 1978-79   | Drapeau de l'Angleterre | Bob Paisley (3)           | Liverpool               |
| 1979-80   | Drapeau de l'Angleterre | Bob Paisley (4)           | Liverpool               |
| 1980-81   | Drapeau de l'Angleterre | Ron Saunders              | Aston Villa             |
| 1981-82   | Drapeau de l'Angleterre | Bob Paisley (5)           | Liverpool               |
| 1982-83   | Drapeau de l'Angleterre | Bob Paisley (6)           | Liverpool               |
| 1983-84   | Drapeau de l'Angleterre | Joe Fagan                 | Liverpool               |
| 1984-85   | Drapeau de l'Angleterre | Howard Kendall            | Everton                 |
| 1985-86   | Drapeau de l'Écosse     | Kenny Dalglish            | Liverpool               |
| 1986-87   | Drapeau de l'Angleterre | Howard Kendall (2)        | Everton                 |
| 1987-88   | Drapeau de l'Écosse     | Kenny Dalglish (2)        | Liverpool               |
| 1988-89   | Drapeau de l'Écosse     | George Graham             | Arsenal                 |
| 1989-90   | Drapeau de l'Écosse     | Kenny Dalglish (3)        | Liverpool               |
| 1990-91   | Drapeau de l'Écosse     | George Graham (2)         | Arsenal                 |
| 1991-92   | Drapeau de l'Angleterre | Howard Wilkinson          | Leeds United            |

## Premier League (de 1992 à nos jours)
| Saison    |                        | Entraîneur Champion | Club              |
| --------- | ---------------------- | ------------------- | ----------------- |
| 1992-1993 | Drapeau de l'Écosse    | Alex Ferguson       | Manchester United |
| 1993-1994 | Drapeau de l'Écosse    | Alex Ferguson (2)   | Manchester United |
| 1994-1995 | Drapeau de l'Écosse    | Kenny Dalglish (4)  | Blackburn Rovers  |
| 1995-1996 | Drapeau de l'Écosse    | Alex Ferguson (3)   | Manchester United |
| 1996-1997 | Drapeau de l'Écosse    | Alex Ferguson (4)   | Manchester United |
| 1997-1998 | Drapeau de la France   | Arsène Wenger       | Arsenal           |
| 1998-1999 | Drapeau de l'Écosse    | Alex Ferguson (5)   | Manchester United |
| 1999-2000 | Drapeau de l'Écosse    | Alex Ferguson (6)   | Manchester United |
| 2000-2001 | Drapeau de l'Écosse    | Alex Ferguson (7)   | Manchester United |
| 2001-2002 | Drapeau de la France   | Arsène Wenger (2)   | Arsenal           |
| 2002-2003 | Drapeau de l'Écosse    | Alex Ferguson (8)   | Manchester United |
| 2003-2004 | Drapeau de la France   | Arsène Wenger (3)   | Arsenal           |
| 2004-2005 | Drapeau du Portugal    | José Mourinho       | Chelsea           |
| 2005-2006 | Drapeau du Portugal    | José Mourinho (2)   | Chelsea           |
| 2006-2007 | Drapeau de l'Écosse    | Alex Ferguson (9)   | Manchester United |
| 2007-2008 | Drapeau de l'Écosse    | Alex Ferguson (10)  | Manchester United |
| 2008-2009 | Drapeau de l'Écosse    | Alex Ferguson (11)  | Manchester United |
| 2009-2010 | Drapeau de l'Italie    | Carlo Ancelotti     | Chelsea           |
| 2010-2011 | Drapeau de l'Écosse    | Alex Ferguson (12)  | Manchester United |
| 2011-2012 | Drapeau de l'Italie    | Roberto Mancini     | Manchester City   |
| 2012-2013 |                        | Alex Ferguson (13)  | Manchester United |
| 2013-2014 |                        | Manuel Pellegrini   | Manchester City   |
| 2014-2015 | Drapeau du Portugal    | José Mourinho (3)   | Chelsea           |
| 2015-2016 | Drapeau de l'Italie    | Claudio Ranieri     | Leicester City    |
| 2016-2017 | Drapeau de l'Italie    | Antonio Conte       | Chelsea           |
| 2017-2018 | Drapeau de l'Espagne   | Pep Guardiola       | Manchester City   |
| 2018-2019 | Drapeau de l'Espagne   | Pep Guardiola (2)   | Manchester City   |
| 2019-2020 | Drapeau de l'Allemagne | Jürgen Klopp        | Liverpool         |
| 2020-2021 | Drapeau de l'Espagne   | Pep Guardiola (3)   | Manchester City   |
| 2021-2022 | Drapeau de l'Espagne   | Pep Guardiola (4)   | Manchester City   |
| 2022-2023 | Drapeau de l'Espagne   | Pep Guardiola (5)   | Manchester City   |
| 2023-2024 | Drapeau de l'Espagne   | Pep Guardiola (6)   | Manchester City   |
| 2024-2025 | Drapeau des Pays-Bas   | Arne Slot           | Liverpool         |

## Par entraîneur
| Rang | Nom                | Titre | Club(s)                             | Années                                                                       |
| ---- | ------------------ | ----- | ----------------------------------- | ---------------------------------------------------------------------------- |
| 1    | Alex Ferguson      | 13    | Manchester United                   | 1993, 1994, 1996, 1997, 1999, 2000, 2001, 2003, 2007, 2008, 2009, 2011, 2013 |
| 2    | George Ramsay      | 6     | Aston Villa                         | 1894, 1896, 1897, 1899, 1900, 1910                                           |
| =    | Bob Paisley        | 6     | Liverpool                           | 1976, 1977, 1979, 1980, 1982, 1983                                           |
| =    | Pep Guardiola      | 6     | Manchester City                     | 2018, 2019, 2021, 2022, 2023, 2024                                           |
| 5    | Tom Watson         | 5     | Sunderland (2), Liverpool (3)       | 1892, 1893, 1895, 1901, 1906                                                 |
| =    | Matt Busby         | 5     | Manchester United                   | 1952, 1956, 1957, 1965, 1967                                                 |
| 7    | Frank Watt         | 4     | Newcastle United                    | 1905, 1907, 1909, 1927                                                       |
| =    | Herbert Chapman    | 4     | Huddersfield Town (2), Arsenal (2)  | 1924, 1925, 1931, 1933                                                       |
| =    | Kenny Dalglish     | 4     | Liverpool (3), Blackburn Rovers (1) | 1986, 1988, 1990, 1995                                                       |
| 10   | Stan Cullis        | 3     | Wolverhampton Wanderers             | 1954, 1958, 1959                                                             |
| =    | Bill Shankly       | 3     | Liverpool                           | 1964, 1966, 1973                                                             |
| =    | Arsène Wenger      | 3     | Arsenal                             | 1998, 2002, 2004                                                             |
| =    | José Mourinho      | 3     | Chelsea                             | 2005, 2006, 2015                                                             |
| 14   | Arthur Dickinson   | 2     | The Wednesday                       | 1903, 1904                                                                   |
| =    | Ernest Mangnall    | 2     | Manchester United                   | 1908, 1911                                                                   |
| =    | Robert Middleton   | 2     | Blackburn Rovers                    | 1912, 1914                                                                   |
| =    | Thomas H. McIntosh | 2     | Everton                             | 1928, 1932                                                                   |
| =    | Robert Brown       | 2     | The Wednesday, Sheffield Wednesday  | 1929, 1930                                                                   |
| =    | George Allison     | 2     | Arsenal                             | 1935, 1938                                                                   |
| =    | Tom Whittaker      | 2     | Arsenal                             | 1948, 1953                                                                   |
| =    | Bob Jackson        | 2     | Portsmouth                          | 1949, 1950                                                                   |
| =    | Harry Catterick    | 2     | Everton                             | 1963, 1970                                                                   |
| =    | Don Revie          | 2     | Leeds United                        | 1969, 1974                                                                   |
| =    | Brian Clough       | 2     | Derby County, Nottingham Forest     | 1972, 1978                                                                   |
| =    | Howard Kendall     | 2     | Everton                             | 1985, 1987                                                                   |
| =    | George Graham      | 2     | Arsenal                             | 1989, 1991                                                                   |

## Par nationalité
| Pays       | Entraîneurs | Total |
| ---------- | ----------- | ----- |
| Angleterre | 39          | 66    |
| Écosse     | 10          | 39    |
| Espagne    | 1           | 6     |
| Italie     | 4           | 4     |
| France     | 1           | 3     |
| Portugal   | 1           | 3     |
| Irlande    | 1           | 1     |
| Chili      | 1           | 1     |
| Allemagne  | 1           | 1     |
| Pays-Bas   | 1           | 1     |